# 地方独立行政法人法
地方独立行政法人法（ちほうどくりつぎょうせいほうじんほう、平成15年7月16日法律第118号）は、地方独立行政法人の運営に関する事項等に関する日本の法律である。
所管官庁は、総務省である。地方独立行政法人の運営の基本などの制度の基本事項を定め、制度の確立、同法人が公共上の見地から行う事務、事業の確実な実施を目的として、2003年（平成15年）に制定された。

## 構成
- 第一章 総則 
  - 第一節 通則
  - 第二節 地方独立行政法人評価委員会
- 第二章 役員及び職員
- 第三章 業務運営
  - 第一節 業務
  - 第二節 中期目標等
- 第四章 財務及び会計
- 第五章 人事管理
  - 第一節 特定地方独立行政法人
  - 第二節 一般地方独立行政法人
- 第六章 移行型地方独立行政法人の設立に伴う措置
- 第七章 公立大学法人に関する特例
- 第八章 公営企業型地方独立行政法人に関する特例
- 第九章 雑則
- 第十章 罰則
- 附則